# Відродження української державності (серія монет)
Відродження української державності — серія ювілейних та пам'ятних монет, започаткована Національним банком України у 1996 році.
|                                                   |  |  |
| Перша монета серії - Незалежність (срібна монета) |  |  |

## Монети в серії
У серію включені такі монети:
- Ювілейна монета «Незалежність»  [Архівовано 30 серпня 2018 у Wayback Machine.]
- Ювілейна монета «Перша річниця Конституції України»  [Архівовано 30 серпня 2018 у Wayback Machine.]
- Пам'ятна монета «80-річчя бою під Крутами»  [Архівовано 19 вересня 2016 у Wayback Machine.]
- Ювілейна монета «80 років проголошення незалежності УНР»  [Архівовано 30 серпня 2018 у Wayback Machine.]
- Ювілейна монета «80 років проголошення соборності України»  [Архівовано 29 серпня 2018 у Wayback Machine.]
- Ювілейні монети «10-річчя Національного банку України»:
  - звичайна  [Архівовано 29 серпня 2018 у Wayback Machine.]
  - срібна  [Архівовано 29 серпня 2018 у Wayback Machine.]
- Ювілейна монета «5 років Конституції України»  [Архівовано 29 серпня 2018 у Wayback Machine.]
- Ювілейні монети «10 років незалежності України»:
  - звичайна  [Архівовано 29 серпня 2018 у Wayback Machine.]
  - срібна  [Архівовано 29 серпня 2018 у Wayback Machine.]
  - золота  [Архівовано 30 серпня 2018 у Wayback Machine.]
- Ювілейна монета «10-річчя Збройних Сил України»  [Архівовано 30 серпня 2018 у Wayback Machine.]
- Пам'ятна монета «Державний Гімн України»  [Архівовано 29 серпня 2018 у Wayback Machine.]
- Ювілейні монети «10 років Конституції України»:
  - звичайна  [Архівовано 29 серпня 2018 у Wayback Machine.]
  - срібна  [Архівовано 29 серпня 2018 у Wayback Machine.]
- Ювілейні монети «15 років незалежності України»:
  - звичайна  [Архівовано 9 вересня 2017 у Wayback Machine.]
  - срібна  [Архівовано 29 серпня 2018 у Wayback Machine.]
- Ювілейні монети «10 років відродження грошової одиниці України — гривні»:
  - звичайна  [Архівовано 29 серпня 2018 у Wayback Machine.]
  - срібна  [Архівовано 30 серпня 2018 у Wayback Machine.]
- Ювілейна монета «90-річчя утворення першого Уряду України»  [Архівовано 29 серпня 2018 у Wayback Machine.]
- Ювілейна монета «90 років утворення Західно-Української Народної Республіки»  [Архівовано 29 серпня 2018 у Wayback Machine.]
- Ювілейні монети «70 років проголошення Карпатської України»:
  - звичайна  [Архівовано 29 серпня 2018 у Wayback Machine.]
  - срібна  [Архівовано 29 серпня 2018 у Wayback Machine.]
- Ювілейна монета «300-річчя Конституції Пилипа Орлика»  [Архівовано 29 серпня 2018 у Wayback Machine.]
- Ювілейна монета «20-річчя ухвалення Декларації про державний суверенітет України»  [Архівовано 29 серпня 2018 у Wayback Machine.]
- Ювілейна монета «15 років Конституції України»  [Архівовано 29 серпня 2018 у Wayback Machine.]
- Ювілейні монети «20 років незалежності України»:
  - звичайна  [Архівовано 29 серпня 2018 у Wayback Machine.]
  - срібна  [Архівовано 29 серпня 2018 у Wayback Machine.]
  - золота  [Архівовано 29 серпня 2018 у Wayback Machine.]
- Ювілейні монети «20 років Конституції України»:
  - звичайна  [Архівовано 14 листопада 2016 у Wayback Machine.]
  - срібна  [Архівовано 29 серпня 2018 у Wayback Machine.]
- Пам'ятна монета «Київська Русь»  [Архівовано 8 січня 2017 у Wayback Machine.]
- Пам'ятна монета «Галицьке королівство»  [Архівовано 8 січня 2017 у Wayback Machine.]
- Пам'ятна монета «Козацька держава»  [Архівовано 8 січня 2017 у Wayback Machine.]
- Ювілейні монети «25 років незалежності України»:
  - звичайна  [Архівовано 9 січня 2017 у Wayback Machine.]
  - срібна  [Архівовано 20 січня 2017 у Wayback Machine.]
  - золота  [Архівовано 21 січня 2017 у Wayback Machine.]
- Пам'ятна монета «До 100-річчя подій Української революції 1917 — 1921 років»  [Архівовано 29 серпня 2018 у Wayback Machine.]
- 100 років Акту Злуки - соборності українських земель  [Архівовано 15 січня 2019 у Wayback Machine.]
- Пам'ятна монета «Монети України»[40]
- Пам'ятна монета «До 30-річчя незалежності України»[41]